# За Џилијан на њен 37. рођендан
За Џилијан на њен 37. рођендан (енгл. To Gillian on Her 37th Birthday) је романтична драма из 1996, са Клер Дејнс и Питером Галагером у главним улогама.

## Радња
Погођен смрћу супруге Џилијан, која је пала са јарбола њиховог једрењака, Дејвид Луис претвара летњу резиденцију своје супруге, у Нантакету у Масачусетсу, у свој стални дом. Већину времена проводи тамо на плажи размишљајући о својој покојној жени, нехотице занемарујући ћерку Рејчел.
На другу годишњицу смрти своје жене, он позива Џилијанину сестру Естер и њеног мужа Пола за предстојећи викенд. Естер инсистира да позове своју пријатељицу Кевин Долоф, надајући се да ће се Дејвид заинтересовати за њу. Дејвид је, међутим, игнорише и наставља да несметано ради на припремама за Џилијанин рођендан.
Догађаји током викенда стављају на тест односе одраслих: Естер и Пол се баве питањима венчања Рејчел и њеног провокативног дечка, док Дејвид схвата да би према Рејчел требало да буде љубазан и брижан отац и да мора прихватити смрт своје жене.

## Улоге
| Глумац             | Улога        |
| ------------------ | ------------ |
| Мишел Фајфер       | Џилијан Луис |
| Клер Дејнс         | Рејчел Луис  |
| Питер Галагер      | Дејвид Луис  |
| Фреди Принц Џуниор | Џои          |
| Сет Грин           | Дени         |
| Венди Крусон       | Кевин        |